# Мало Орашје
Мало Орашје је насељено место града Смедерева у Подунавском округу. Према попису из 2022. има 816 становника (према попису из 2011. било је 994 становника).

## Историја
Мало Орашје се налази Југозападно од Колара. Мало Орашје је старије насеље. У близини гробља је место Кућерине, где се налази на трагове неког насеља. У Саладуну су исто тако ископавали остатке од посуђа, ситан новац и др. На месту које зову „Мађарско“ гробље и данас се налазе кости, камење итд. Најзад у близини Кућерина је место Збеговиште, где је за време Турака био збег. Све ово сведочи да је овде постојало насеље кога је нестало.
Прве податке за ово село имамо из првих десетина 18 века. На карти из времена аустријске владавине (1718-1739) забележено је ово село под именом Orashe. У арачким списковима из првих десетина 19 века имамо податке о броју кућа. Године 1818. Мало Орашје је имало 22, а 1822. године 21 кућу, Године 1846.село је имало 34 куће а по попису из 1921. у селу је било 208 кућа са 1320 становника.
По предању „први је ударио колац селу“ Симон предак Матијевића. Он се населио ко тадашње Општинске суднице и то је основа селу.
Искорачио је мало земље и настанио се, а свуда около дивљачи. Нарочито је веле, било много ораха, по чему је село добило име. Симон је дошао „од Овчара“ и прво се задржао у Друговцу, а овде му је била стока. Касније се тек преселио овамо и основао село. Старе су породице и Радовићи (Радивојевићи), Сибинковићи, Марковићи, Недељковићи (данас са разним презименима), Ружићи и Павловићи. Стање становништва по пореклу може овако расподелити: има 5 породица са 94 куће досељеника из динарских области, 4 породице са 86 кућа косовско-метохијских досељеника, 4 породице са 23 куће досељеника из вардарско-моравских области, и 8 кућа Рома.(подаци датирају од 1718-1925. г).
Црква св. Вартоломеја и споменик изгинулим ратницима су освећени 18. октобра 1936.
Родови: Матејићи (Ђорђевићи, Митровићи (укупно 24 к., славе. св. Луку). Предак Симон дошао из Овчара околина Чачка најпре у Друговац, (општина Смедерево), а у Орашје му била стока, где се и он доцније пресели. Митровићи су дошли у кућу ових Матејића као усвојеници. Старином су Црногорци.
Радивошићи, Радивојевићи, (30 к., св. Никола). Предак Радивоје са седам синова дошао са Косова. Бежали прека. Од ових се један део (14 кућа) одселио на Пиштавачко Брдо и основали Брђански Крај. Стефанчевићи у Младеновцу су од ове фамилије. Имају родбину и прека у Војводини.
Сибинковићи (10 к., св. Петка) Предак Андрија доселио крајем 18. века од Куманова/Македонија.
Марковићи (15 к., св. Петка). Предак Мина дошао са Косова. Бежали преко у Војводини. Били њихови стари у фрајкору. Припадају роду Бјелопавлића.
Недељковићи (Милојевићи, Живановићи, Стевановићи, Петровићи, Живковићи, Димитријевићи, Милошевићи) укупно (45 к., св. Никола). Предак Недељко дошао из Грошнице (општина Станово код Крагујевца. Отуда побегао, јер је убио Турчина. Дошао у Смедерево где га нађе један од предака Матијевићевих, доведе га овде, да му имање и ожени га својом рођаком. Недељко имао неколико синова. Имају рођаке у Грошници, али не знају како се зову.
Ружићи , Мијаиловићи (7 к., св. Арханђел). Предак Вујица дошао од Пипера из Црне Горе., одакле побегао због зулума.
Павловићи (Милутиновићи, Миловановићи) укупно (25 к., св. Петка). Досељени са Косова око 1800. год.
Милосављевићи (6 к., Ђурђевдан). Предак им досељен из Конопнице (општина Власотинце)
Милићи (Миловановићи, Никшићи) укупно (15 к., св. Никола). Доселили из Старе Херцеговине. У Ковачевцу (општина Младеновац) имају фамилију.
Крсмановићи (16 к., св. Јован), Стари им доселили са Косова.
Митровићи (Чичићи, Убанкићи) (6 к., Митровдан). Старином су од Лесковца.
Ранковићи 3 к., Митровдан). Дошли из Умчара. Род су са Михајловићима. Старином су из Црне Горе.
Сви горњи родови су досељени од половине 18 до почетка 19. века.
Млађи досељеници су: Цветковићи (2 к., Алимпије), дошли из Бугарске.
Станојловићи (5 к., св. Врачи), доселили из нишке околине.
Ђурчиновићи (1 к., Ваведење). Предак дошао као зидар из Селца (Дебар) -Македонија. Градио нову цркву у Смедереву.
Роми (Ђурци, Паунковићи, Савићи (укупно 8 к., св. Никола.)

### Масакр у Дубони и Малом Орашју
Током 4, маја 2023. године, двадесетогодишњи младић из Дубоне је извршио вишеструко убиство у Дубони и Малом Орашју, где је убио 9, а покушао да убије још 20 људи, од којих је 12 ранио. У Малом Орашју је убијено 6. људи, а убиство је извршено испред споменика подигнутог становницима села које су Немци убили на истом месту у Другом светском рату.

## Демографија
У насељу Мало Орашје живи 912 пунолетних становника, а просечна старост становништва износи 42,7 година (41,2 код мушкараца и 44,1 код жена). У насељу има 322 домаћинства, а просечан број чланова по домаћинству је 3,54.
Ово насеље је великим делом насељено Србима (према попису из 2002. године), а у последња три пописа, примећен је пад у броју становника.
|  |

| Демографија | Демографија | Демографија |
| Година      | Становника  | Становника  |
| ----------- | ----------- | ----------- |
| 1948.       | 1.698       |             |
| 1953.       | 1.769       |             |
| 1961.       | 1.691       |             |
| 1971.       | 1.495       |             |
| 1981.       | 1.372       |             |
| 1991.       | 1.271       | 1.236       |
| 2002.       | 1.139       | 1.181       |
| 2011.       | 994         |             |
| 2022.       | 816         |             |

| Етнички састав према попису из 2002.‍ | Етнички састав према попису из 2002.‍ | Етнички састав према попису из 2002.‍ | Етнички састав према попису из 2002.‍ | Етнички састав према попису из 2002.‍ |
| ------------------------------------ | ------------------------------------ | ------------------------------------ | ------------------------------------ | ------------------------------------ |
|                                      |                                      |                                      |                                      |                                      |
| Срби                                 | Срби                                 |                                      | 1.114                                | 97,80%                               |
| Роми                                 | Роми                                 |                                      | 5                                    | 0,43%                                |
| Македонци                            | Македонци                            |                                      | 4                                    | 0,35%                                |
| Румуни                               | Румуни                               |                                      | 2                                    | 0,17%                                |
| Црногорци                            | Црногорци                            |                                      | 1                                    | 0,08%                                |
| Југословени                          | Југословени                          |                                      | 1                                    | 0,08%                                |
| непознато                            | непознато                            |                                      | 12                                   | 1,05%                                |

| \| \| м \| \| \| ж \| \| ? \| 1 \| \| \| 1 \| \| 80+ \| 15 \| \| \| 20 \| \| 75—79 \| 27 \| \| \| 46 \| \| 70—74 \| 32 \| \| \| 46 \| \| 65—69 \| 38 \| \| \| 36 \| \| 60—64 \| 32 \| \| \| 25 \| \| 55—59 \| 24 \| \| \| 40 \| \| 50—54 \| 52 \| \| \| 43 \| \| 45—49 \| 52 \| \| \| 40 \| \| 40—44 \| 36 \| \| \| 23 \| \| 35—39 \| 26 \| \| \| 23 \| \| 30—34 \| 37 \| \| \| 40 \| \| 25—29 \| 37 \| \| \| 34 \| \| 20—24 \| 31 \| \| \| 29 \| \| 15—19 \| 32 \| \| \| 30 \| \| 10—14 \| 31 \| \| \| 29 \| \| 5—9 \| 34 \| \| \| 28 \| \| 0—4 \| 36 \| \| \| 33 \| \| Просек : \| 41,2 \| \| \| 44,1 \| |      |  |  |      |
| |      |  |  |      |
| | м    |  |  | ж    |
| ? | 1    |  |  | 1    |
| 80+ | 15   |  |  | 20   |
| 75—79 | 27   |  |  | 46   |
| 70—74 | 32   |  |  | 46   |
| 65—69 | 38   |  |  | 36   |
| 60—64 | 32   |  |  | 25   |
| 55—59 | 24   |  |  | 40   |
| 50—54 | 52   |  |  | 43   |
| 45—49 | 52   |  |  | 40   |
| 40—44 | 36   |  |  | 23   |
| 35—39 | 26   |  |  | 23   |
| 30—34 | 37   |  |  | 40   |
| 25—29 | 37   |  |  | 34   |
| 20—24 | 31   |  |  | 29   |
| 15—19 | 32   |  |  | 30   |
| 10—14 | 31   |  |  | 29   |
| 5—9 | 34   |  |  | 28   |
| 0—4 | 36   |  |  | 33   |
| Просек : | 41,2 |  |  | 44,1 |

| Година пописа     | 1948. | 1953. | 1961. | 1971. | 1981. | 1991. | 2002. |
| ----------------- | ----- | ----- | ----- | ----- | ----- | ----- | ----- |
| Број домаћинстава | 327   | 334   | 353   | 358   | 350   | 339   | 322   |

| Број чланова      | 1  | 2  | 3  | 4  | 5  | 6  | 7  | 8 | 9 | 10 и више | Просек |
| ----------------- | -- | -- | -- | -- | -- | -- | -- | - | - | --------- | ------ |
| Број домаћинстава | 50 | 82 | 45 | 42 | 49 | 21 | 19 | 9 | 4 | 1         | 3,54   |

| Пол    | Укупно | Неожењен/Неудата | Ожењен/Удата | Удовац/Удовица | Разведен/Разведена | Непознато |
| ------ | ------ | ---------------- | ------------ | -------------- | ------------------ | --------- |
| Мушки  | 472    | 101              | 318          | 34             | 19                 | 0         |
| Женски | 476    | 52               | 316          | 104            | 3                  | 1         |
| УКУПНО | 948    | 153              | 634          | 138            | 22                 | 1         |

| Пол    | Укупно                    | Пољопривреда, лов и шумарство | Рибарство                            | Вађење руде и камена | Прерађивачка индустрија       |
| ------ | ------------------------- | ----------------------------- | ------------------------------------ | -------------------- | ----------------------------- |
| Мушки  | 306                       | 185                           | 0                                    | 0                    | 54                            |
| Женски | 157                       | 125                           | 0                                    | 0                    | 5                             |
| Укупно | 463                       | 310                           | 0                                    | 0                    | 59                            |
|        |                           |                               |                                      |                      |                               |
| Пол    | Производња и снабдевање   | Грађевинарство                | Трговина                             | Хотели и ресторани   | Саобраћај, складиштење и везе |
| Мушки  | 0                         | 19                            | 9                                    | 5                    | 12                            |
| Женски | 0                         | 0                             | 5                                    | 1                    | 2                             |
| Укупно | 0                         | 19                            | 14                                   | 6                    | 14                            |
|        |                           |                               |                                      |                      |                               |
| Пол    | Финансијско посредовање   | Некретнине                    | Државна управа и одбрана             | Образовање           | Здравствени и социјални рад   |
| Мушки  | 0                         | 3                             | 6                                    | 2                    | 3                             |
| Женски | 2                         | 1                             | 3                                    | 5                    | 7                             |
| Укупно | 2                         | 4                             | 9                                    | 7                    | 10                            |
|        |                           |                               |                                      |                      |                               |
| Пол    | Остале услужне активности | Приватна домаћинства          | Екстериторијалне организације и тела | Непознато            | Непознато                     |
| Мушки  | 2                         | 0                             | 0                                    | 6                    | 6                             |
| Женски | 0                         | 0                             | 0                                    | 1                    | 1                             |
| Укупно | 2                         | 0                             | 0                                    | 7                    | 7                             |

## Коришћена Литература
- Извор Монографија Подунавске области 1812-1927 саставио Др, Владимир Марган бив. Председник Обласног одбора Комесар Обласне Самоуправе, објављено (1927)„Напредак Панчево,,
- „Летопис“: Подунавска места и обичаји Марина (Беч 1999).

Летопис период 1812–2009. Саставио од Писаних трагова, Летописа, по предању места у Јужној Србији, места и обичаји настанак села ко су били Досељеници чиме се бавили мештани
- Напомена

У уводном делу аутор је дао кратак историјски преглед овог подручја од праисторијских времена до стварање државе Краљевине Срба, Хрвата и Словенаца. Највећи прилог у овом делу чине ,»Летописи« и трудио се да не пропусти ниједну важну чињеницу у прошлости описиваних места.
Иначе Монографија Подунавске области (Панчево, 1929) коју је саставио др Владимир Марган сачињена је од три дела и представља и данас једно од незаобилазних дела за проучавање Србије и Баната.
Написали су најбољи познаваоци појединих тема и проблема – истакнути историчари, професори универзитета, директори школа, сеоски начелници, економисти, инжињери, социолози, лекари, црквена лица, правници, кустоси и библиотекари. Укупно 61 аутор. 

Стављајући данашњим читаоцима на увид ово дело, које се први пут појављује у овом облику, верујемо да ћемо задовољити већ доста раширен интерес за проучавање прошлости наших насеља.